# Championnat d'Inde de football 2022-2023
Ne doit pas être confondu avec Indian Super League 2022-2023.
Navigation
Saison précédente Saison suivante
La saison 2022-2023 du championnat d'Inde de football est la 27e édition du championnat national indien. À partir de cette saison il est considéré comme le deuxième niveau en Inde, derrière l'Indian Super League. 
Les équipes sont regroupées au sein d'une poule unique, où elles rencontrent leurs adversaires deux fois. En fin de saison, le champion de l'I-League est promu en Indian Super League. 

## Déroulement de la saison
Indian Arrows est exclu du championnat, de ce fait Kenkre FC qui aurait dû être relégué est réadmis en I-League.
Le championnat se déroule de nouveau en matchs aller-retour, le champion est promu en Indian Super League, les deux dernières équipes sont reléguées en division inférieure.
Punjab FC remporte son deuxième titre et devient le premier promu en Indian Super League.

## Compétition
Le classement est établi sur le barème de points classique (victoire à 3 points, match nul à 1, défaite à 0).

### Premier tour
| Rang | Équipe                   | Pts | J  | G  | N | P  | Bp | Bc | Diff |
| ---- | ------------------------ | --- | -- | -- | - | -- | -- | -- | ---- |
| 1    | Punjab FC                | 52  | 22 | 16 | 4 | 2  | 45 | 16 | +29  |
| 2    | Sreenidi Deccan FC       | 42  | 22 | 13 | 3 | 6  | 44 | 29 | +15  |
| 3    | Gokulam KeralaT          | 39  | 22 | 12 | 3 | 7  | 26 | 14 | +12  |
| 4    | TRAU FC                  | 35  | 22 | 11 | 2 | 9  | 34 | 34 | 0    |
| 5    | Real Kashmir             | 34  | 22 | 9  | 7 | 6  | 27 | 25 | +2   |
| 6    | Churchill Brothers       | 33  | 22 | 9  | 6 | 7  | 34 | 24 | +10  |
| 7    | Aizawl                   | 26  | 22 | 6  | 8 | 8  | 27 | 29 | -2   |
| 8    | Mohammedan Sporting Club | 26  | 22 | 7  | 5 | 10 | 34 | 35 | -1   |
| 9    | Rajasthan United FC      | 25  | 22 | 7  | 4 | 11 | 19 | 32 | -13  |
| 10   | NEROCA                   | 25  | 22 | 7  | 4 | 11 | 22 | 26 | -4   |
| 11   | Kenkre FC                | 17  | 22 | 3  | 8 | 11 | 23 | 40 | -17  |
| 12   | Sudeva Delhi FC          | 13  | 22 | 3  | 4 | 15 | 25 | 56 | -31  |

|  | Promotion en Indian Super League                                                    |
|  | Relégation en I-League 2.Division                                                   |
|  | T : Tenant du titre C : Vainqueur de la Coupe d'Inde P : Promu de deuxième division |